# Theridion asbolodes
Theridion asbolodes är en spindelart som beskrevs av William Joseph Rainbow 1917. Theridion asbolodes ingår i släktet Theridion och familjen klotspindlar.
Artens utbredningsområde är Sydaustralien. Inga underarter finns listade i Catalogue of Life.